# Colin Andrews
Colin Andrews (Londres, 6 mai 1948 – Tongerlo, 18 juillet 2015) était un joueur et entraîneur de football anglais.

## Carrière sportive

### Comme joueur
En 1973, Rik Coppens, alors entraîneur de Berchem, recrute le footballeur anglais à Berchem depuis le club anglais du Queens Park Rangers FC. Andrews, alors garde royal de Buckingham, évoluait pour l'équipe de la Police Anglaise, et est repéré lors d'un tournoi à Rome par John Vanderwaeren, et proposé au club anversois. Le joueur est rapidement devenu l'un des favoris du public à une époque où Berchem Sport, en tant que troisième grand club du football anversois, était en compétition avec l'Antwerp FC et le Beerschot VAC. Il joue deux saisons à Berchem, et inscrit un but en 18 matches. 
Après son départ de Berchem, Andrews évolue à Duffel (1975-76), puis à Merksem (1977-80), d'abord comme joueur, puis comme joueur-entraîneur.  

### Comme entraineur
Après sa carrière de joueur, Andrews est resté dans la région anversoise comme entraineur. Après une première saison comme joueur-entraîneur à Merksem, il devient T1 à plein temps, et restera au club jusqu'en 1985. 
Il signe ensuite au Tubantia Borgerhout, où il reste pendant 4 saisons. Après trois ans à Hoogstraten, il signe en D2 au Zwarte Leeuw, où il reste deux saisons. Il passe ensuite deux saisons à Overpelt (D2), deux saisons à Cappellen, puis une à Diest. Après 18 mois à Dessel Sport, il quitte le club dans le courant de la saison, et rebondit à Geel. Par la suite, il enchaine les petits clubs en banlieue anversoise, avec des passages à Hoboken, Sint-Pauwels et Nieuwkerken.  
Andrews prend ensuite la direction du RC Malines. En décembre 2007, il repasse à Berchem Sport, en remplacement d'Ives Serneels, mais sera assez rapidement remercié.  
En novembre 2009, Colin Andrews est nommé à la tête de l'Antwerp (D2). Lors d'une interview à la télévision néerlandophone, il explique qu'il n'est pas payé, qu'il n'a pas de contrat, et que des choses plus importantes sont en jeu, le matricule 1 se trouvant dans une situation financière délicate. Il restera un an sur le banc anversois, qu'il quitte en novembre 2010. 
En décembre 2011, il débarque à Temse (D3), en remplacement de Frank Van Opstal. Il restera jusqu'en février 2014. Il retrouve alors de l'embauche du côté d'Oosterzonen (D3), où il termine la saison. Il s'engage ensuite à Sinaai, en P2 anversoise. 
En 30 ans, il a été actif dans plus d'une douzaine de clubs, et a combiné sa carrière d'entraîneur avec un emploi de docker au port d'Anvers.

### Décès
En juillet 2015, alors qu'il était entraineur au KFC Herleving Sinaai (P2), et que l'équipe était en stage, Colin Andrews se sent mal après le déjeuner, et signale à son staff qu'il retourne se reposer. Il sera retrouvé sans vie dans sa chambre quelques heures plus tard. 